# Свинско месо
Свинското месо е един от най-често употребяваните за храна от хората видове месо. Както и говеждото, то е табу в някои култури. Това е месо, получавано от свине.

## История на свинското месо
Свинята е един от най-старите видове добитък, опитомен преди около 9000 г. Вярва се, че опитомяването е станало или в Близкия изток, или в Китай от дивата свиня. Лесно приспособимата природа и всеядството на това същество позволяват на ранните хора да го опитомят много по-рано от други видове добитък като например говедото.
Прасетата са използвани преди всичко за храна, но хората са използвали кожата им за щитове и обувки, костите им за инструменти и оръжия, четината им за четки.
Прасетата имат и други роли в човешката икономика: тяхното поведение при хранене в търсене на корени разрохква земята и я прави по-лесна за оран; чувствителните им носове им помагат да намират трюфели – подземни гъби, високо ценени от хората; всеядната им природа им позволява да ядат човешки отпадъци, като с това спомагат за чистотата на поселищата.
Преди масовото производство и реинженеринга на свинското през 20 век, свинското месо в Европа и Северна Америка е предимно есенна храна и е осигурявано от прасета, идващи в кланицата през есента, след като са израснали през пролетта и са се угоили през лятото. Поради сезонната природа на това месо в Западната кулинарна история, ябълките (набрани през късното лято и есента) са храна, която върви заедно с прясното свинско месо. Достъпността на месо и плодове през цялата година не е намалила популярността на тази комбинация в чиниите на западняците.